# Telescópio Subaru
O telescópio Subaru (すばる望遠鏡, Subaru Bōenkyō) é o telescópio mais importante do Observatório Astronômico Nacional do Japão, localizado no Observatório de Mauna Kea no Havaí. Tem 8,2 metros de diâmetro. Seu nome vem do aglomerado estelar aberto conhecido em português como as Plêiades. Ele tinha o maior espelho primário monolítico do mundo a partir de sua inauguração até o ano de 2005.
A construção do telescópio começou em abril de 1991, e posteriormente durante aquele ano, um concurso público deu o telescópio seu nome oficial, "Telescópio Subaru". A construção foi concluída em 1998, e as primeiras imagens científicas foram tomadas em janeiro de 1999.